# 1950-ті

## Події
- Науково-технічна революція[1][2]. Почали масово утворюватися транснаціональні корпорації. Особливо швидко розвивалися хімія та хімічні технології, атомна промисловість, космонавтика. НТР спричинила разючі зміни у виробництві, сфері праці, соціальній структурі суспільства.
- 1940-ві–50-ті — «технологічний відрив» США від країн Західної Європи.
- Після смерті Сталіна (1953) розпочинається відлік нового етапу в історії СРСР, що отримав назву Хрущовська відлига. Реформи у СРСР. Побудова соцтабору ЦСЄ за радянським зразком.
- Починається застосування акрилових волокон.
- Створення мови програмування Лісп.
- починає вживатися термін міський дизайн.
- кухонне приміщення набуває сучасних обрисів[3].
- 1950-ті — 1960-ті — Хронологічна таблиця європейської інтеграції
- Корейська війна 1950–53
- Аграрна реформа 1953–58, аграрна реформа в Італії (1950)
- Італія: Каса Півдня для фінансування інфраструктури і промисловости Півдня; «План Ванноні» (1955–64). Італійське диво